# Sayyid Khalifa ibn Said
Sayyid Khalifa ibn Said al Bu Said, född 1852, död 13 februari 1890, Han var den tredje sonen av sultanen av Oman Said ibn Sultan, som blev sultan av Zanzibar, och efterträdde sin bror Sayyid Barghash ibn Said 26 mars 1888.